# Todtnauberg

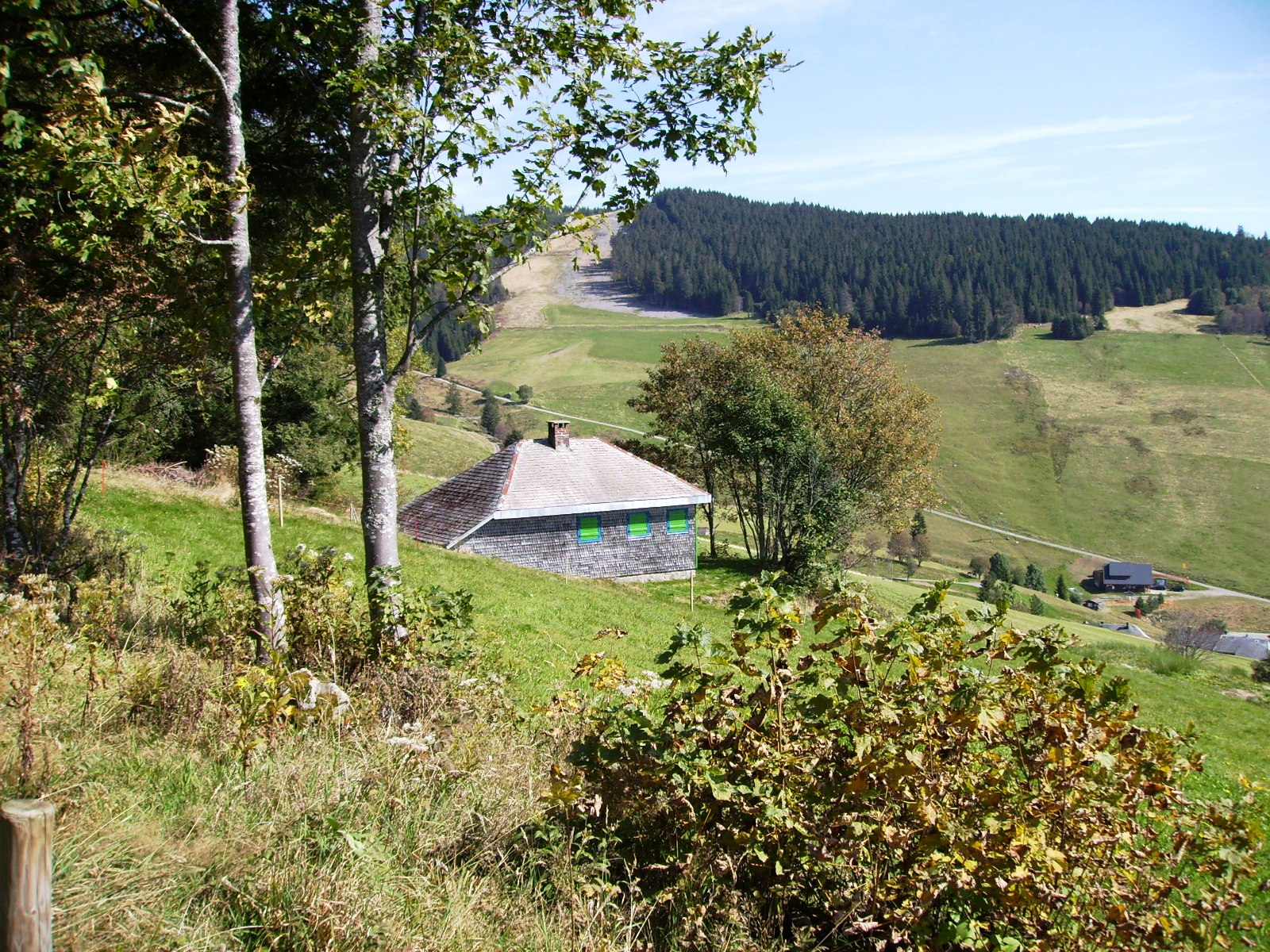
Vista de la cabaña de Heidegger en Todtnauberg.

Todtnauberg es el nombre de una población cercana a Friburgo de Brisgovia, así como de una elevación próxima (de ahí su nombre) situadas en la Selva Negra alemana.
Es conocida porque en dicha población tenía una cabaña el filósofo alemán Martin Heidegger. En la actualidad es empleada ocasionalmente por su hijo Hermann Heidegger (en realidad, la paternidad de Martin Heidegger está en cuestión). Su notoriedad con relación al filósofo reside en que fue allí donde éste escribió su obra más destacada, Ser y Tiempo, así como por el hecho de ser el propio Heidegger un destacado defensor de la vida rural.
También tuvo cierta repercusión la estancia del poeta Paul Celan en dicha cabaña. Esta repercusión está en conexión con la vinculación de Heidegger con el partido Partido Nacionalsocialista Obrero Alemán (al cual se afilió en mayo de 1932) y el hecho de que los padres de Celan hubieran muerto en un campo de concentración nazi. Tras la visita, Celan escribiría su célebre poema "Todtnauberg" en el que describe su desilusión por no escuchar una sola palabra de autocrítica por parte de Heidegger:
"einer Hoffnung, heute,
auf eines Denkenden
kommendes
Wort"
"Alguna esperanza, hoy,
de un pensador
la palabra
que viene"
El chalet ha aparecido en diversos programas de televisión y documentales como La Niñera, The Ister, de David Barison y Daniel Ross, o 'Todtnauberg', de John Banville (producido por la BBC)